# قائمة الحروب

## الحروب حسب التاريخ
انظر أيضاً:
- قائمة الحروب ما قبل 1000.
- قائمة الحروب 1000-1499 . (للترجمة:)
- قائمة الحروب 1500-1799. (للترجمة:)
- قائمة الحروب 1800-1899.
- قائمة الحروب 1900–1944.
- قائمة الحروب 1945-1989.
- قائمة الحروب من 1990 - 2002.
- قائمة الحروب 2003–2010.
- قائمة النزاعات المسلحة الجارية.

## الحروب حسب المنطقة
انظر أيضاً:
- قائمة النزاعات في آسيا النزاعات في آسيا
- قائمة النزاعات في أفريقيا w:List of conflicts in Africa
  - النزاعات في القرن الأفريقي نزاعات القرن الأفريقي
  - قائمة النزاعات في المغرب (Northwest Africa)
- قائمة النزاعات في أوروبا w:List of conflicts in Europe
- قائمة النزاعات في الشرق الأوسط قائمة نزاعات الشرق الأوسط الحديثة
- قائمة النزاعات في أمريكا الشمالية w:List of conflicts in North America
  - قائمة النزاعات في كندا w:List of conflicts in Canada
  - قائمة النزاعات في الولايات المتحدة w:List of conflicts in the United States
- قائمة النزاعات في أمريكا الوسطى w:List of conflicts in Central America
- قائمة النزاعات في أمريكا الجنوبية w:List of conflicts in South America

## الحروب حسب نوع من الصراع
انظر أيضاً:
- قائمة الحروب الأهلية لائحة الحروب الأهلية
- قائمة حروب الاستقلال (التحرر الوطني) قائمة حروب الاستقلال (التحرر الوطني)
- قائمة النزاعات العسكرية التي أدت إلى حروب متعددة w:List of military conflicts spanning multiple wars
- قائمة الحروب العالمية
- قائمة الحروب بالوكالة w:List of proxy wars
- قائمة الاستثنائيات الممكنة لنظرية السلام الديموقراطية List of possible exceptions to the democratic peace theory

## وصلات خارجية
- Complete list of wars World War 2, Vietnam, guide to past and current wars.
- Major Episodes of Political Violence, 1946–2002
- Radford, Robert, Great Historical Battles / Les grandes batailles de l'histoire نسخة محفوظة 11 أكتوبر 2007 على موقع واي باك مشين.. An extensive list of important battles and leaders, between 490 BC and present times.